# Baustrafrecht
Als Baustrafrecht wird die Gesamtheit der speziellen Strafrechtsnormen bezeichnet, die im Zusammenhang mit der Planung, Errichtung, Änderung und dem Abbruch von Bauwerken aller Art verwirklicht werden können. 
Zum Baustrafrecht im engeren (dogmatischen) Sinne zählt insbesondere die sogenannte Baugefährdung (§ 319 StGB). Daneben sind auch die Umweltdelikte, soweit diese im Zusammenhang mit der Konzeption oder der Realisierung von Bauvorhaben verwirklicht werden können (etwa §§ 325 ff. StGB) zum Baustrafrecht im engeren Sinne zu zählen.
Zum Baustrafrecht im weiteren Sinne werden von einem Teil der Literatur darüber hinaus auch die Verwirklichungsformen von Strafnormen, insbesondere aus dem Bereich des Wirtschaftsstrafrechtes gezählt, die nicht unmittelbar durch die Konzeption oder Realisierung von Bauvorhaben verwirklicht werden können, aber einen engen Bezug zur Baubranche aufweisen.
Aus der hohen Komplexität der Beurteilung baustrafrechtlicher Sachverhalte, resultierend aus der engen Verflechtung zwischen juristischen und bautechnischen Fragestellungen folgt, dass die Verfolgung baustrafrechtlich relevanter Sachverhalte oftmals bereits im Ermittlungsverfahren aufgrund von verfahrensbeendenden Absprachen eingestellt wird. 
In den Focus der Öffentlichkeit gelangen daher nur aufsehenerregende Fälle, etwa im Zusammenhang mit Verletzungs- oder Tötungsdelikten beim Einsturz von Bauwerken (z. B. Eislauf- und Schwimmhalle Bad Reichenhall) oder Fälle mit erheblichen Umweltbeeinträchtigungen.